# William Gao
William Gao (xinès: 高鑫)  (South Croydon, 20 de febrer de 2003), conegut simplement com a Will Gao o Will Hardy, és un actor, model i cantant anglès sinodescendent destacat pel seu paper de Tao Xu a la sèrie de televisió de Netflix Heartstopper.

## Biografia
Gao va néixer a Croydon el 2003 i és fill de Liping Hardy Gao i germà d'Olivia Hardy. Concretament, la seva mare (xinesa) va mudar-se a Anglaterra quan tenia 20 anys. Va viure la infantesa a Croydon mateix i va cursar els estudis a la Trinity School. El maig del 2019, va ser admès al National Youth Theatre, juntament amb el seu company d'escola Haig Lucas.
El mateix any, ell i la seva germana Olivia van encetar el grup musical Wasia Project, al qual més tard s'unirien Luca Wade com a bateria i Tom Pacitti com a baixista. Fins ara, han llançat quatre senzills plegats i a maig de 2022 havien reunit més de 15 000 oients mensuals a la plataforma de Spotify. El mateix mes, van publicar el seu EP de debut, How Can I Pretend?.
El setembre del 2021, com a part d'una col·laboració que havia pactat el National Youth Theatre, va modelar durant la London Fashion Week, com també ho van fer Jez Davess-Humphrey, Felix Kai i Nay Murphy, entre d'altres.
Més endavant, el gener de 2022, va audicionar juntament amb 10 000 altres aspirants per a la sèrie de televisió basada en el còmic de Heartstopper d'Alice Oseman, i en passar quatre rondes amb succés, va començar a assajar-la el març. Va haver de compaginar el món acadèmic i el laboral, i havent acabat d'estudiar els A Levels, el curs que ve pretén dedicar-lo al segon àmbit enterament. Era la primera experiència en el món de l'actuació per a Gao, aleshores de 18 anys. Finalment, l'abril de 2022 la sèrie va ser publicada a Netflix i això va afavorir la popularitat de Gao arreu del món.
D'altra banda, sap xinès, toca el piano, és cristià i actualment resideix a Londres.

## Filmografia
| Any  | Títol        | Paper  | Notes                 |
| ---- | ------------ | ------ | --------------------- |
| 2022 | Heartstopper | Tao Xu | Secundari; 8 episodis |

## Teatre
| Any  | Títol                   | Paper  | Notes                                            |
| ---- | ----------------------- | ------ | ------------------------------------------------ |
| 2016 | Somni d'una nit d'estiu | Cobweb | Directora Lynne Hockney a la Glyndebourne Opera  |
| 2016 | Shakespeare 400         | Puck   | Director Simon Callow al Royal Festival Hall     |
| 2022 | The Trials              | Xander | Directora Natalie Abrahami a la Donmar Warehouse |